# Pleurospermum rotundatum
Pleurospermum rotundatum är en flockblommig växtart som först beskrevs av Dc., och fick sitt nu gällande namn av Charles Baron Clarke. Pleurospermum rotundatum ingår i släktet piplokor, och familjen flockblommiga växter. Inga underarter finns listade i Catalogue of Life.